# 古一忱
古一忱（？—？），安徽太平府繁昌县人，清朝同治年间政治人物。

## 生平
清朝同治回乱期间，在徽县安境保民有功。